# Vero (rete televisiva)
Vero è stato un canale televisivo edito dalla Guido Veneziani Editore dal 2012 al 2015. Il nome del canale è ispirato all'omonimo settimanale edito dalla stessa azienda che, in passato, gestiva il canale. 

## Storia
Ha debuttato con un cartello il 14 maggio 2012 in chiaro sul digitale terrestre nel mux TIMB 2 (LCN 137 e una versione senza numerazione) e, dal 28 maggio, sono iniziate in diretta le trasmissioni di prova. La programmazione è poi ufficialmente partita l'11 giugno alle 11:00 con il programma Finalmente è VERO, condotto da Maurizio Costanzo.
Al lancio del canale i conduttori della rete televisiva erano Margherita Zanatta, Marisa Laurito, Laura Freddi, Corrado Tedeschi e Marco Columbro. La raccolta pubblicitaria è affidata a Publikompass. Il direttore editoriale è stato l'ex direttore di Canale 5 Maurizio Costanzo e il direttore creativo è stato Riccardo Pasini per PRODOTTO, fattori di Videoevoluzione (la società che ha ideato il progetto editoriale).
Inizialmente visibile al canale 137, Vero ha avuto un palinsesto costituito da sette ore di diretta al giorno con 15 format giornalieri, dal talk show al factual. Dal 1º agosto 2012 Lady Channel, emittente dedicata alle telenovelas presente sulla piattaforma Sky Italia, abbandona il satellite e si trasforma in un contenitore di telenovelas nel palinsesto di Vero TV; tra le serie in onda figuravano Celeste, La signora in rosa, La storia di Amanda, Topazio e Betty la fea. Da fine agosto del 2012 Éva Henger approda a Vero Capri, conducendo fino al marzo del 2013 Pescati dalla rete, un varietà di prima serata simile a Paperissima Sprint da lei condotto anni prima su Canale 5.
Il 7 agosto 2012 Vero TV si è spostato nel mux TIMB 3 mentre, il 10 agosto, si è unito a Capri Gourmet ed è divenuto visibile anche sui canali 55 e 144 del digitale terrestre. Sotto il logo di Vero appariva anche quello di Capri Gourmet.
Il 2 ottobre il canale si è ufficialmente spostato in modo definitivo sul canale 55 (abbandonando i precedenti 137 e 144) assumendo la denominazione Vero Capri. Il 26 agosto Maria Teresa Ruta, che nei primi mesi di programmazione era stata un'opinionista dei vari talk del canale, si aggiunge all'elenco dei conduttori del canale. Dopo una prova di conduzione per Fiordaliso, costei non viene invece inserita nel cast ma ne resta comunque opinionista assieme a personaggi come Francesca Cipriani, Solange, Vittorio Sgarbi, Roberta Beta, Sarah Nile e Guendalina Tavassi.
Dall'ottobre 2012 anche Maurizio Costanzo approda in video conducendo Se non è Vero è verosimile, una rubrica di cinque minuti nella quale esprime le sue idee a proposito dei principali fatti d'attualità, politica e costume; nello stesso periodo uno spazio viene riservato a Emilio Fede, che ha condotto il talk show Attualità fino a dicembre. Dall'autunno 2012 inizia ad andare in onda anche un telegiornale intitolato Vero TG, dalla durata di circa 5 minuti e senza conduttori.
Il 22 ottobre 2012 la Guido Veneziani Editore ha stipulato un accordo da 3 milioni di euro per 14 mesi con la Moviemax. L'accordo prevede la cessione in licenza dei diritti free TV, non in esclusiva, di 80 titoli, tra cui 60 titoli live action e 20 animazioni. Nel mese di novembre sono approdati a Vero Capri come conduttori anche Zuzzurro e Gaspare, seguiti da gennaio 2013 da Alba Parietti, che aveva in precedenza partecipato ad alcuni talk-show come ospite ed opinionista.
Dal 12 ottobre 2012 al 1º gennaio 2013 è stata disponibile la versione Vero Lady, canale dedicato alla trasmissione di telenovele ispirato a Lady Channel, marchio già ospitato come contenitore. La programmazione iniziale di Vero Lady era composta da sole due telenovelas: Maddalena e Pasión Morena, di cui venivano trasmesse due nuove puntate ogni giorno, durante la mattinata, per essere poi replicate a ciclo continuo durante l'intera giornata dal canale. Il canale presentava inoltre gli slot e i promo di Lady Channel.
Dal dicembre del 2012 gli ascolti del canale iniziano ad essere rilevati dall'Auditel. Il 26 dicembre 2012, finita la telenovela Celeste ne viene trasmesso il sequel Celeste 2. Da febbraio 2013 vengono trasmesse le telenovelas Antonella ed Ecomoda, quest'ultima sequel di Betty la fea. A partire dal 4 marzo 2013, a seguito degli scarsi ascolti registrati nei primi due mesi di rilevazione, il palinsesto del canale viene rivoluzionato: lo spazio dedicato ai talk-show viene rivisto e notevolmente diminuito a favore di quello riservato alle telenovelas, che divengono così i programmi principali dell'emittente poiché hanno ascolti molto più alti; i programmi Attualità e Chiacchiere vengono cancellati perché risultati i meno seguiti, così come anche l'editoriale Se non è Vero è verosimile di Maurizio Costanzo e il Vero TG, mentre tutte le altre rubriche perdono la diretta e vengono, d'ora in poi, trasmesse esclusivamente nella fascia della seconda serata con puntate inedite dalla durata ridotta e registrate a cadenza settimanale e non più quotidiana.
Da marzo 2013, dopo la chiusura di Vero Lady, iniziano ad essere trasmesse le telenovelas Manuela, Eredità d'amore, Micaela e Pasión Morena (quest'ultima trasmessa con audio originale in spagnolo con sottotitoli in italiano, così come avveniva su Lady Channel). Dal 12 luglio inizia a trasmettere la telenovela Libera di amare e dal 14 luglio la telenovela Zingara.
Dal 1º gennaio al 25 dicembre 2013 è stata disponibile anche la versione timeshift +1 di Vero nel mux Retecapri Alpha con LCN 144 (precedentemente usata da Vero Lady e ancora prima da Vero Cult, una copia di Vero), mentre a partire dal 3 settembre 2013 il canale trasmette esclusivamente telenovelas; anche i rimanenti talk vengono cancellati e si conclude dunque il rapporto del canale con tutti i conduttori che aveva ingaggiato. Il 18 novembre il canale torna a chiamarsi semplicemente Vero e torna sull'LCN 137 lasciando la LCN 55 al canale Capri Gourmet. Il 20 novembre il canale torna a chiamarsi Vero Capri e torna ad occupare anche l'LCN 55.
Il 25 dicembre 2013 la versione timeshift +1 di Vero Capri contenuta nel mux Alpha con LCN 144 ha interrotto le trasmissioni con un cartello e dal 24 gennaio 2014 è stata eliminata definitivamente.
Tra le telenovele trasmesse dalla rete sono presenti anche Celeste 2, Antonella, Ecomoda, Manuela, Pasión Morena, Eredità d'amore, Micaela, Libera di amare, Zingara, Perla nera, Padre Coraje, Ribelle, Maddalena, Alen, Per Elisa e Vendetta d'amore.
Tra marzo e aprile del 2014 c'è stata una collaborazione con l'emittente televisiva tematica Easy Baby (già presente su Sky al canale 137 e sul digitale terrestre al canale 238 con marchio EASY KIDS); tale collaborazione è consistita nella fornitura giornaliera da 6 a 9 piccoli segmenti di programmazione dedicata ai bambini.
Vero Capri ha sempre trasmesso con il logo di rete nel formato 4:3. Dal 1º novembre 2014 il formato del logo passa al formato 16:9 rimpicciolendolo leggermente.
Il 5 marzo 2015 il canale torna a chiamarsi semplicemente Vero e ritorna esclusivamente sulle LCN 137 e 144 lasciando la LCN 55 al canale Capri Gourmet. Il 20 aprile lascia anche la LCN 144 e trasmette solo sul 137. Il 21 aprile lascia la LCN 137, ritorna sull'LCN 55 e torna a chiamarsi Vero Capri.
Tra le telenovelas trasmesse dal canale negli ultimi mesi della gestione Guido Veneziani Editore figurano: Señora, Stellina, La passione di Teresa, Ines, una segretaria da amare, Primavera (col titolo Fiori d'arancio), Se busca un hombre, Maria, La forza dell'amore, Mariana, il diritto di nascere e Il segreto della nostra vita.
Con una grande confusione nei precedenti mesi, il 24 giugno 2015 sarà la data in cui Vero Capri chiuderà i battenti senza alcuna spiegazione, ciò causera alcuni giorni dopo diverse lotte e petizioni da parte di chi lo seguiva per la riapertura. Purtroppo il canale non è durato a lungo, i problemi di trasmissione erano troppo frequenti a causa della pessima gestione e i programmi andavano in onda in orari casuali o non venivano trasmessi.
Dopo qualche tempo dal fallimento e pochi mesi prima dell'arresto di Guido Veneziani, il 1º gennaio 2016 Vero viene nuovamente riaperto sul canale 137 trasmettendo in 4:3 grazie al rilevamento da parte dell'editore Sciscione del gruppo Gold TV,  proponendo un misto di televendite, trasmissioni di astrologia, cartomanzia, numerologia del gioco del lotto e relativi servizi telefonici.
Esattamente un mese dopo, il 1º febbraio 2016 Vero chiuderà i battenti, questa volta senza ritorno, definitivamente.

## Palinsesto
Il palinsesto di Vero è stato quello di un canale tematico che trasmetteva quasi esclusivamente telenovele sudamericane.
In passato il canale aveva un carattere semi-generalista e trasmetteva anche talk show e rubriche di vario genere, condotti a turno da Marco Columbro, Laura Freddi, Marisa Laurito, Corrado Tedeschi, Margherita Zanatta, Maria Teresa Ruta, Fiordaliso, Zuzzurro e Gaspare, Alba Parietti, Emilio Fede e Maurizio Costanzo (quest'ultimo anche direttore editoriale di Vero), un telegiornale (composto da due edizioni della durata di 5 minuti condotte da una voce fuori campo), film, telefilm e cartoni animati.

### Non più in onda

#### Programmi
- Vero News
- Vero in Cucina
- Vero Shopping
- Vero Casa
- Vero Salute e Benessere sorridi in forma, condotto da Sheila Capriolo
- Vero Film
- Casalotto Vero Amore
- Un vero amico a 4 zampe
- Explorare
- Arredamento
- Attualità (da ottobre a dicembre 2012 andava in onda con il titolo Attualità con Fede)
- Benessere
- Casa
- Chiacchiere
- Consigli
- Cucina
- Hobby
- Moda
- Pescati dalla rete
- Salute
- Se non è Vero è verosimile
- Storie
- Trucco e Bellezza
- Vero TG
- Viaggi
- Family TG
- Festival Show
- Anteprima Festival Show
- Day Time Festival Show
- Aziende Italia
- Lookmaker Academy (nel 2013 è andato in onda con il titolo Professione Lookmaker)
- Mondo Crociera
- Matrimonio a 5 stelle
- Dental Children
- La Gola

A causa degli scarsi ascolti registrati con le dirette (prima diventati programmi registrati, poi eliminati del tutto), dal 1 Gennaio 2013 viene eliminato Vero Lady e il canale si dedica interamente alle Telenovelas trasmesse da Lady Channel.

#### Telenovelas
- La forza dell'amore
- Maria
- Ines, una segretaria da amare
- Fiori d'arancio (altro titolo: Primavera)
- Il segreto della nostra vita
- Alen
- Antonella
- Betty la fea
- Carolina (altro titolo: Amandoti)
- Celeste
- Celeste 2
- Ecomoda
- Eredità d'amore
- Kassandra
- I due volti dell'amore
- Libera di amare
- La passione di Teresa
- La signora in rosa
- La storia di Amanda
- Maddalena
- Manuela
- Mariana, il diritto di nascere
- Marina (altro titolo: Ribelle)
- Micaela
- Padre Coraje
- Pasión Morena
- Per Elisa
- Perla nera
- Renzo e Lucia, un amore impossibile (altro titolo: Renzo e Lucia - Storia d'amore di un uomo d'onore)
- Rosa selvaggia
- Se busca un hombre
- Señora
- Stellina
- Topazio
- Vendetta d'amore
- Vuélveme a querer
- Zingara

#### Telefilm
- Beverly Hills 90210
- Dynasty
- Faber l'investigatore
- Fortier
- Schimanski
- Street Legal
- Wind At My Back

## Ex conduttori
- Maurizio Costanzo
- Alba Parietti
- Laura Freddi
- Emilio Fede
- Fiordaliso
- Éva Henger
- Zuzzurro e Gaspare
- Corrado Tedeschi
- Marco Columbro
- Marisa Laurito
- Maria Teresa Ruta
- Margherita Zanatta
- Monny B
- Sheila Capriolo

## Ascolti

### Share 24h* di Vero[12]
|      | Gennaio | Febbraio | Marzo | Aprile | Maggio | Giugno | Luglio | Agosto | Settembre | Ottobre | Novembre | Dicembre | Media anno |
| ---- | ------- | -------- | ----- | ------ | ------ | ------ | ------ | ------ | --------- | ------- | -------- | -------- | ---------- |
| 2012 | -       | -        | -     | -      | -      | N.R.   | N.R.   | N.R.   | N.R.      | N.R.    | N.R.     | 0,14%    | N.R.       |
| 2013 | 0,15%   | 0,17%    | 0,16% | 0,20%  | 0,19%  | 0,21%  | 0,22%  | 0,18%  | 0,21%     | 0,20%   | 0,17%    | 0,15%    | 0,18%      |
| 2014 | 0,16%   | 0,14%    | 0,12% | 0,12%  | 0,13%  | 0,17%  | 0,25%  | 0,26%  | 0,25%     | 0,20%   | 0,17%    | 0,13%    | 0,17%      |

* Giorno medio mensile su target individui 4+

### Share 24h* di Vero Capri
|      | Gennaio | Febbraio | Marzo | Aprile | Maggio | Giugno | Luglio | Agosto | Settembre | Ottobre | Novembre | Dicembre | Media anno |
| ---- | ------- | -------- | ----- | ------ | ------ | ------ | ------ | ------ | --------- | ------- | -------- | -------- | ---------- |
| 2015 | 0,12%   | 0,12%    | 0,08% | 0,09%  | 0,10%  | 0,12%  | chiuso | chiuso | chiuso    | chiuso  | chiuso   | chiuso   | N.R.       |

* Giorno medio mensile su target individui 4+